# Deutsche Eishockey Liga 2014-2015
La Deutsche Eishockey Liga 2014-2015 fu la ventunesima stagione della Deutsche Eishockey Liga. Al termine dei playoff l'Adler Mannheim sconfiggendo l'ERC Ingolstadt campione in carica vinse il suo settimo titolo nazionale, il sesto dalla nascita della DEL e il primo dopo il successo del 2006-2007.
Si iscrissero senza alcuna variazione tutte e quattordici le formazioni al via della stagione precedente. Al termine del campionato sei squadre si qualificarono per l'edizione 2015-16 della Champions Hockey League: Adler Mannheim, Eisbären Berlin, ERC Ingolstadt, Krefeld Pinguine, Düsseldorfer EG e Red Bull München.

## Stagione regolare
Il formato del campionato rimase invariato rispetto alla stagione precedente: le 14 squadre in un girone all'italiana affrontarono un doppio turno di andata e ritorno, per un totale di 52 incontri. Solo alle prime sei squadre fu garantito l'accesso ai playoff, mentre quelle dal sesto al decimo disputarono un turno aggiuntivo per gli ultimi due posti validi per i playoff. Tutti i playoff si giocarono al meglio delle sette gare.

### Classifica
|                     | Pos. | Squadra             | Pt  | G  | V  | VOT | POT | P  | GF  | GS  | DR  |
| ------------------- | ---- | ------------------- | --- | -- | -- | --- | --- | -- | --- | --- | --- |
| Germania (bandiera) | 1.   | Adler Mannheim      | 107 | 52 | 33 | 3   | 2   | 14 | 173 | 123 | +50 |
|                     | 2.   | Red Bull München    | 98  | 52 | 28 | 5   | 4   | 15 | 166 | 127 | +39 |
|                     | 3.   | ERC Ingolstadt      | 94  | 52 | 29 | 1   | 5   | 17 | 182 | 152 | +30 |
|                     | 4.   | Hamburg Freezers    | 90  | 52 | 27 | 1   | 7   | 17 | 161 | 154 | +7  |
|                     | 5.   | Düsseldorfer EG     | 87  | 52 | 24 | 6   | 3   | 19 | 157 | 151 | +6  |
|                     | 6.   | Iserlohn Roosters   | 86  | 52 | 23 | 5   | 7   | 17 | 179 | 150 | +29 |
|                     | 7.   | Grizzlys Wolfsburg  | 84  | 52 | 22 | 6   | 6   | 18 | 152 | 136 | +16 |
|                     | 8.   | Nürnberg Ice Tigers | 80  | 52 | 21 | 6   | 5   | 20 | 170 | 145 | +25 |
|                     | 9.   | Eisbären Berlino    | 78  | 52 | 20 | 7   | 4   | 21 | 162 | 143 | +19 |
|                     | 10.  | Krefeld Pinguine    | 76  | 52 | 20 | 7   | 2   | 23 | 156 | 168 | -12 |
|                     | 11.  | Kölner Haie         | 71  | 52 | 19 | 4   | 6   | 24 | 124 | 149 | -25 |
|                     | 12.  | Augsburger Panther  | 53  | 52 | 14 | 3   | 5   | 23 | 136 | 185 | -46 |
|                     | 13.  | Straubing Tigers    | 45  | 52 | 10 | 5   | 5   | 30 | 136 | 168 | -65 |
|                     | 14.  | SERC Wild Wings     | 43  | 52 | 12 | 3   | 1   | 35 | 101 | 179 | -73 |

Legenda:

      Ammesse ai Playoff
      Ammesse alla Qualificazione Playoff
Note:

Tre punti a vittoria, due punti a vittoria dopo overtime, un punto a sconfitta dopo overtime, zero a sconfitta.

## Playoff
|  | Quarti di finale | Quarti di finale    | Quarti di finale   |                |                  | Semifinali     | Semifinali | Semifinali |  |  | Finale | Finale         | Finale |
|  |                  |                     |                    |                |                  |                |            |            |  |  |        |                |        |
|  | 1                | Adler Mannheim      | 4                  |                |                  |                |            |            |  |  |        |                |        |
|  | 8                | Nürnberg Ice Tigers | 1                  |                |                  |                |            |            |  |  |        |                |        |
|  | 8                | Nürnberg Ice Tigers | 1                  |                | 1                | Adler Mannheim | 4          |            |  |  |        |                |        |
|  |                  |                     |                    |                | 1                | Adler Mannheim | 4          |            |  |  |        |                |        |
|  |                  | 7                   | G. Adams Wolfsburg | 0              |                  |                |            |            |  |  |        |                |        |
|  | 2                | 7                   | G. Adams Wolfsburg | 0              | Red Bull München | 0              |            |            |  |  |        |                |        |
|  | 2                |                     |                    |                | Red Bull München | 0              |            |            |  |  |        |                |        |
|  | 7                | G. Adams Wolfsburg  | 4                  |                |                  |                |            |            |  |  |        |                |        |
|  |                  |                     |                    |                |                  |                |            |            |  |  | 1      | Adler Mannheim | 4      |
|  |                  |                     | 3                  | ERC Ingolstadt | 2                |                |            |            |  |  |        |                |        |
|  | 3                | ERC Ingolstadt      | 4                  |                |                  |                |            |            |  |  |        |                |        |
|  | 6                | Iserlohn Roosters   | 3                  |                |                  |                |            |            |  |  |        |                |        |
|  | 6                | Iserlohn Roosters   | 3                  |                | 3                | ERC Ingolstadt | 4          |            |  |  |        |                |        |
|  |                  |                     |                    |                | 3                | ERC Ingolstadt | 4          |            |  |  |        |                |        |
|  |                  | 5                   | Düsseldorfer EG    | 1              |                  |                |            |            |  |  |        |                |        |
|  | 4                | 5                   | Düsseldorfer EG    | 1              | Hamburg Freezers | 3              |            |            |  |  |        |                |        |
|  | 4                |                     |                    |                | Hamburg Freezers | 3              |            |            |  |  |        |                |        |
|  | 5                | Düsseldorfer EG     | 4                  |                |                  |                |            |            |  |  |        |                |        |

### Qualificazioni
| Squadra 1           | Totale | Squadra 2        | Gara 1 | Gara 2 | Gara 3 |
| ------------------- | ------ | ---------------- | ------ | ------ | ------ |
| Grizzlys Wolfsburg  | 2 - 1  | Krefeld Pinguine | 4 - 3  | 0 - 2  | 3 - 2  |
| Nürnberg Ice Tigers | 2 - 1  | Eisbären Berlino | 6 - 2  | 3 - 6  | 3 - 2  |

### Quarti di finale
| Squadra 1        | Totale | Squadra 2           | Gara 1 | Gara 2 | Gara 3 | Gara 4 | Gara 5    | Gara 6 | Gara 7 |
| ---------------- | ------ | ------------------- | ------ | ------ | ------ | ------ | --------- | ------ | ------ |
| Adler Mannheim   | 4 - 1  | Nürnberg Ice Tigers | 2 - 1  | 2 - 3  | 6 - 1  | 3 - 0  | 4 - 3 dts |        |        |
| Red Bull München | 0 - 4  | Grizzlys Wolfsburg  | 0 - 4  | 2 - 3  | 0 - 2  | 3 - 4  |           |        |        |
| ERC Ingolstadt   | 4 - 3  | Iserlohn Roosters   | 4 - 3  | 3 - 6  | 3 - 1  | 0 - 5  | 4 - 3 dts | 2 - 6  | 6 - 1  |
| Hamburg Freezers | 3 - 4  | Düsseldorfer EG     | 4 - 0  | 3 - 6  | 3 - 2  | 1 - 2  | 4 - 2     | 3 - 4  | 1 - 2  |

### Semifinali
| Squadra 1      | Totale | Squadra 2          | Gara 1    | Gara 2 | Gara 3    | Gara 4 | Gara 5 | Gara 6 | Gara 7 |
| -------------- | ------ | ------------------ | --------- | ------ | --------- | ------ | ------ | ------ | ------ |
| Adler Mannheim | 4 - 0  | Grizzlys Wolfsburg | 5 - 4 dts | 5 - 3  | 4 - 0     | 5 - 3  |        |        |        |
| ERC Ingolstadt | 4 - 1  | Düsseldorfer EG    | 1 - 2 dts | 5 - 2  | 3 - 2 dts | 5 - 2  | 6 - 2  |        |        |

### Finale
| Squadra 1      | Totale | Squadra 2      | Gara 1    | Gara 2 | Gara 3 | Gara 4 | Gara 5 | Gara 6 | Gara 7 |
| -------------- | ------ | -------------- | --------- | ------ | ------ | ------ | ------ | ------ | ------ |
| Adler Mannheim | 4 - 2  | ERC Ingolstadt | 2 - 1 dts | 2 - 5  | 1 - 6  | 6 - 2  | 3 - 1  | 3 - 1  |        |